# Sphecodes chichibuensis
Sphecodes chichibuensis is een vliesvleugelig insect uit de familie Halictidae. De wetenschappelijke naam van de soort is voor het eerst geldig gepubliceerd in 1986 door Tsuneki.